# Jan van de Graaff
Jan van de Graaff  (ur. 24 września 1944 w Hengelo) – holenderski wioślarz, brązowy medalista olimpijski i mistrz świata.

## Kariera
Wystąpił na igrzyskach olimpijskich w Tokio w 1964, gdzie Holendrzy w składzie: Lex Mullink, Jan van de Graaff, Freek van de Graaff, Marius Klumperbeek i Bobbie van de Graaf (sternik) zajęli trzecie miejsce w czwórkach ze sternikiem. Uplasowali się o 6,02 sekundy za Wspólną Reprezentacją Niemiec i 3,62 sekundy za Włochami. Był to jego jedyny start olimpijski.
W 1966 wspólnie z Hadriaanem van Nesem i Poulem de Haanem zwyciężył w dwójce ze sternikiem na mistrzostwach świata w Bledzie.